# Gioia Marzocca
Gioia Marzocca (Lecco, 22 giugno 1979) è una schermitrice italiana, specializzata nella sciabola.

## Palmarès

### Risultati élite
In carriera ha ottenuto i seguenti risultati:
Mondiali
Individuale
- Bronzo nella sciabola a Nimes 2001
- Bronzo nella sciabola a L'Avana 2003
- Bronzo nella sciabola a San Pietroburgo 2007

A squadre
- Oro nella sciabola a Budapest 2000
- Oro nella sciabola a L'Avana 2003

Mondiali militari
Individuale
- Oro nella sciabola a Grosseto 2005

A squadre
- Argento nella sciabola a Grosseto 2005

Europei
Individuale
- Bronzo nella sciabola a Madera 2000
- Bronzo nella sciabola a Zalaegerszeg 2005

A squadre
- Oro nella sciabola a Sheffield 2011
- Argento nella sciabola a Coblenza 2001
- Bronzo nella sciabola a Madera 2000
- Bronzo nella sciabola a Lipsia 2010
- Bronzo nella sciabola a Legnano 2012

Universiadi
Individuale
- Bronzo nella sciabola a Pechino 2001

A squadre
- Bronzo nella sciabola a Pechino 2001

Coppa del mondo
Classifica individuale
- 2006-2007 - 5º nella classifica generale della sciabola
- 2002-2003 - 6º nella classifica generale della sciabola
- 2004-2005 - 7º nella classifica generale della sciabola
- 2003-2004 - 9º nella classifica generale della sciabola
- 2008-2009 - 18º nella classifica generale della sciabola
- 2005-2006 - 27º nella classifica generale della sciabola
- 2007-2008 - 30º nella classifica generale della sciabola

Classifica a squadre
Prove individuali
2002-2003: ( Foggia e a Tauberbischofsheim, 5ª Orléans, 9ª Budapest, 9ª L'Avana, 17ª a New York)
2003-2004: ( Lamezia Terme e a Tauberbischofsheim, 9ª L'Avana, 10ª Orléans, 11ª New York, 11ª Mosca, 20ª Budapest)
2004-2005: ( Mosca,  Budapest, 12ª Foggia, 9ª Algeri, 11ª Welkenraedt, 3ª Las Vegas)
2005-2006: ( Orléans, 6ª Lamezia Terme, 6ª Gand, 10ª Budapest, 34ª Vancouver, 35ª Las Vegas)
2006-2007: ( L'Avana,  Mosca, a Budapest, a V.Leganés-Madrid e a Las Vegas, 5ª Foggia, 6ª Algeri, 12ª Klagenfurt, 12ª Hanoi, 20ª Tianjin)
2007-2008: ( L'Avana, 9ª Coblenza, 18ª Tianjin, 18ª Orléans, 35ª Las Vegas)
2008-2009: (5ª V.Leganés-Madrid, 10ª Londra, 32ª Orléans, 20ª Foggia)
Campionati italiani
Individuale
- Oro nella sciabola nel 2000
- Oro nella sciabola a Conegliano 2002
- Oro nella sciabola a Tivoli 2009
- Oro nella sciabola a Livorno 2011
- Oro nella sciabola a Bologna 2012
- Oro nella sciabola a Trieste 2013
- Argento nella sciabola nel 2001
- Argento nella sciabola a Roma 2003
- Argento nella sciabola ad Assisi 2005
- Argento nella sciabola a Torino 2006

A squadre
- Oro nella sciabola a Conegliano 2002
- Oro nella sciabola a Roma 2003
- Oro nella sciabola a Livorno 2011
- Argento nella sciabola nel 2001
- Argento nella sciabola a Trieste 2013
- Bronzo nella sciabola a Bologna 2012
- Bronzo nella sciabola a Acireale 2014

### Risultati giovani
Coppa del mondo giovani
2000: 3ª